# سرخیو سوارز
سرخیو سوارز (انگلیسی: Sergio Suárez؛ زادهٔ ۶ ژانویهٔ ۱۹۸۷) بازیکن فوتبال اهل اسپانیا است.
از باشگاه‌هایی که در آن بازی کرده‌است می‌توان به باشگاه فوتبال پلیس یونایتد، باشگاه فوتبال لاس پالماس، و باشگاه فوتبال میراندس اشاره کرد.